# Wilfried Van Moer
Pour les articles homonymes, voir Van Moer.
Wilfried Van Moer, né le 1er mars 1945 à Beveren en Belgique et mort le 24 août 2021 à Louvain, est un footballeur international belge. Il a remporté trois fois le Soulier d'or belge et a représenté l'équipe nationale de Belgique à 57 reprises.

## Biographie
Wilfried Van Moer débute au KSK Beveren, âgé de 14 ans. À partir de 1964, il joue dans l'équipe première. Il part en 1965 au Royal Antwerp FC où il est repéré par le sélectionneur national: il joue son premier match international avec les Diables Rouges, le 22 octobre 1966, un match amical contre la Suisse (victoire 1-0). 
Il est transféré au Standard de Liège en 1968. Il continue sa carrière internationale. Mais après avoir disputé la coupe du monde 1970 avec l'équipe nationale, Van Moer, freiné par plusieurs blessures, pense ne pas revenir avec les Diables Rouges.
Cependant, en raison de sa grande expérience, il est rappelé contre toute attente neuf ans plus tard, en 1979, à l'âge de 34 ans, par le sélectionneur Guy Thys en vue du Championnat d'Europe 1980. En Italie, il conduira les Diables Rouges jusqu'en finale, battus seulement par la RFA.
Deux ans plus tard, il est présent en Espagne pour le Mundial 1982 (douze ans après sa première coupe du monde) mais, barré par des joueurs comme René Vandereycken ou Ludo Coeck, il ne quitte que rarement le banc.
En club, Van Moer a été sacré trois fois champion de Belgique avec le Standard de Liège, en 1969, 1970 et 1971. Il part en 1975 au KFC Beringen, puis en 1980, au KSK Beveren. Il termine sa carrière au Saint-Trond VV où il devient entraîneur en 1983. 
Il dirige ensuite successivement les joueurs du KSK Beveren, du FC Assent et du KFC Diest. En 1995, il devient entraîneur national adjoint aux côtés de Paul Van Himst, puis sélectionneur national à la suite de la démission de Van Himst en avril 1996. L'expérience Van Moer à la tête des Diables Rouges s'arrête très vite, faute de résultats. En janvier 1997, il cède son poste à Georges Leekens, l'entraîneur de Mouscron.
Il meurt le 24 août 2021 des suites d'une hémorragie cérébrale.

## Palmarès
- Champion de Belgique en 1969, 1970 et 1971 avec le Standard de Liège
- Vainqueur de la Coupe de la Ligue Pro 1975 avec le Standard de Liège
- Soulier d'or 1966, 1969 et 1970.
- Ballon d'Or 4e place: 1980[5].